# Saarwellingen

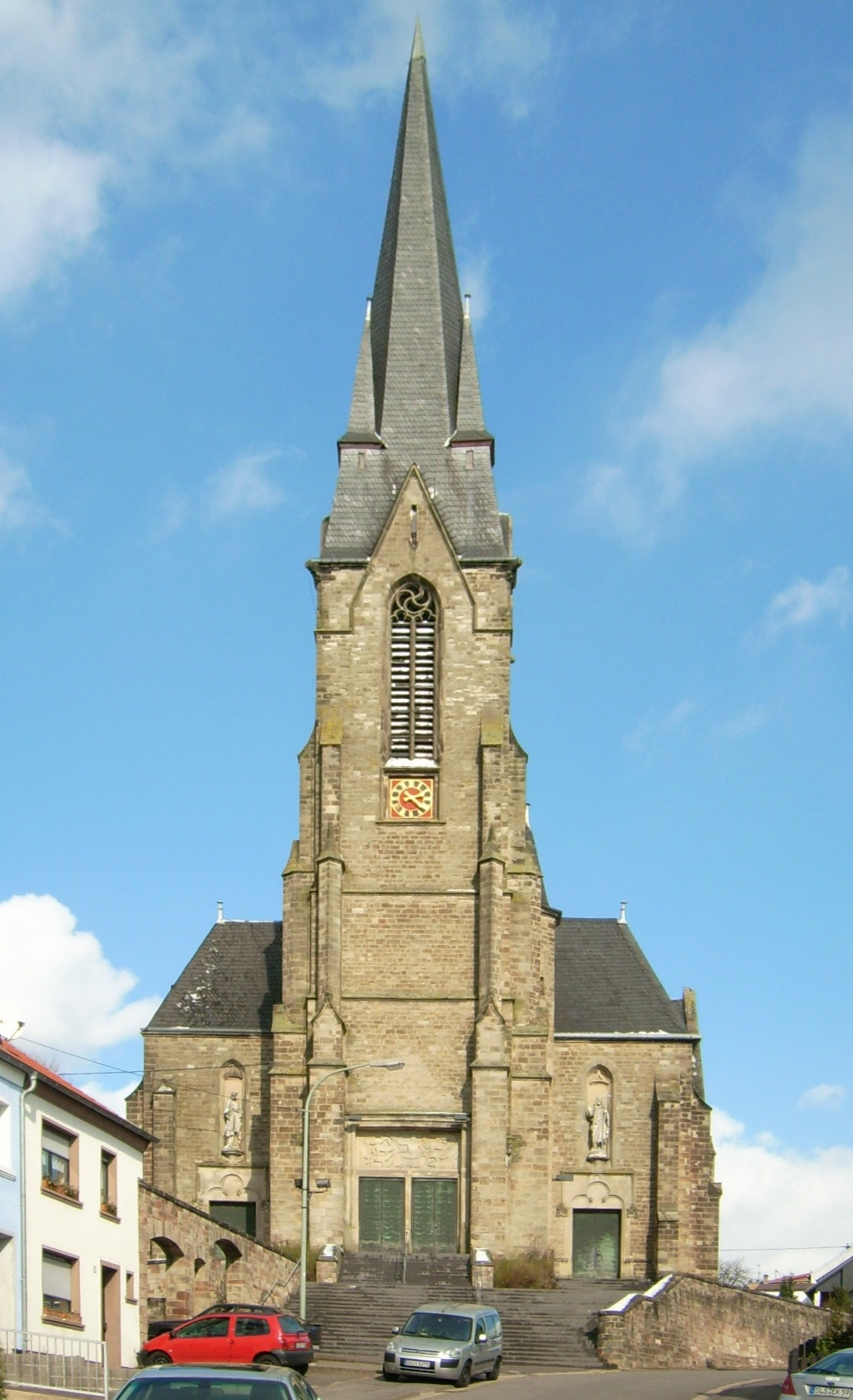
Kościół pw. św. Błażeja (St. Blasius)

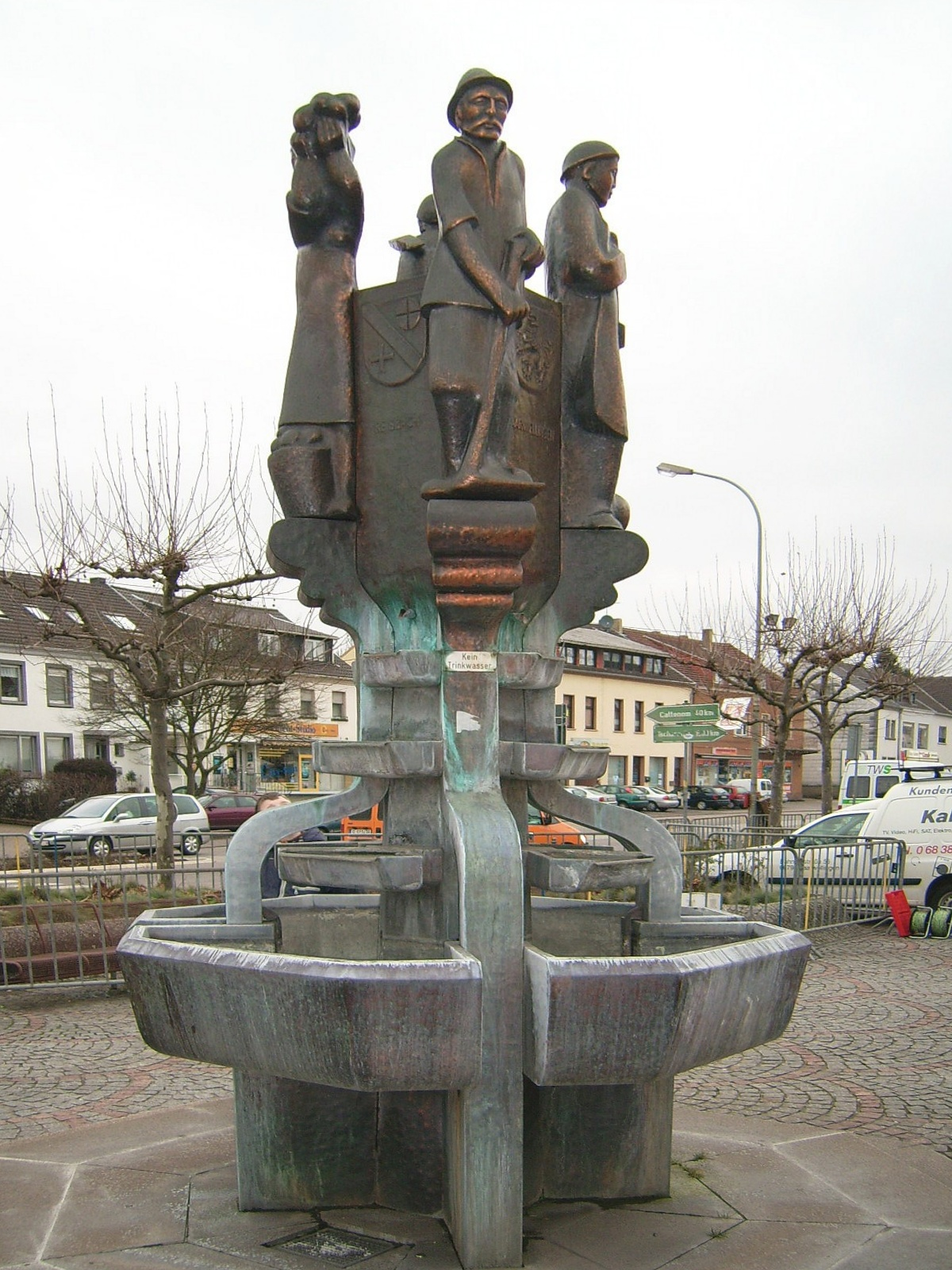
Fontanna

Saarwellingen – miejscowość i gmina w zachodnich Niemczech, w kraju związkowym Saara, w powiecie Saarlouis.

## Geografia
Gmina leży nad rzekami: Ellbach, Mühlenbach, Lerschbach, Lohbach i Heßbach.
Gmina ma powierzchnię 41,7 km² (z czego 15,22 stanowią lasy), zamieszkuje ją 13 444 osoby (2010).
Saarwellingen położone jest ok. 20 km na północny zachód od Saarbrücken, ok. 175 km na południe od Kolonii i ok. 57 km na południowy wschód od Luksemburga. Gmina graniczy zaczynając od północy z: Nalbach, Lebach, Heusweiler, Schwalbach, Saarlouis i Dillingen/Saar.

## Dzielnice
Gmina dzieli się na trzy dzielnice:
- Reisbach, 2 568 mieszkańców[2]
- Saarwellingen, 8 210
- Schwarzenholz, 3 105

## Polityka

### Wójtowie
- - 1985: Nikolaus Missler, CDU
- 1985 - 2003: Werner Geibel, SPD
- od 2003: Michael Philippi, bezpartyjny

### Rada gminy
Rada gminy składa się z 33 członków:
|      |                   | CDU           | SPD          | FWG           | Die Linke | FDP        | Zieloni    | Razem      |
| 2004 | Miejsca           | 13            | 13           | 6             | 1         | 0          | 0          | 33         |
|      | Liczba głosów (%) | 2 077 (34,78) | 2279 (38,17) | 1101 (18,44)  | -         | 260 (4,35) | 254 (4,25) | 5971 (100) |
| 1999 | Miejsca           | 12            | 16           | 5             | 0         | 0          | 0          | 33         |
|      | Liczba głosów (%) | 2 333 (33,53) | 3245 (46,64) | 1 111 (15,97) | -         | 269 (3,87) | 0 (0)      | 6958 (100) |

## Współpraca
Gmina posiada trzy miejscowości partnerskie:
- Bourbon-Lancy, Francja
- Reisbach, Bawaria (kontakty utrzymuje dzielnica Reisbach)
- Stochov, Czechy

## Zabytki i atrakcje
- rezerwat przyrody Ellbachtal
- ponad 100 km oznaczonych szlaków turystycznych i rowerowych
- liczne kamienie graniczne

Reisbach
- katolicki kościół parafialny pw. św. Marii (St. Marien), 1885-1886 według projektów Carla Friedricha Müllera
- kaplica pw. św. Anny (St. Anna)
- grota maryjna
- gospodarstwo Labacher Hof, z 1738
- gospodarstwo przy Pickardstraße

Saarwellingen
- zespół fabryk dynamitu przy Zur Dynamitfabrik, 1910-1913
- krzyż przy Bahnhofstraße 55, I poł. XIX w.
- katolicki kościół parafialny pw. św. Błażeja (St. Blasius), z 1898-1900 według projektu Ernsta Branda, ołtarz z 1902 (A. Altenecker), poświęcony 27 maja 1900
- kościół pw. św. Piusa (St. Pius)
- kirkut, ok. 1725
- zamek Saarwellingen, 1766, obecny ratusz
  - fontanna
- stary ratusz, 1900
- pomnik poświęcony ofiarom wojen

Schwarzenholz
- katolicki kościół parafialny pw. św. Bartłomieja (St. Bartholomäus), 1914-1915 według projektów Ludwiga Beckera und Antona Falkowskiego

## Infrastruktura

### Komunikacja
Przez teren gminy przebiega autostrada A8 (odcinek o długości ok. 2,7 km; na terenie gminy znajduje się zjazd 13 Saarwellingen a przy jej granicy 12 Nalbach, 14 Schwalbach i 15 Schwalbach-Schwarzenholz). Dodatkowo sieć drogową uzupełniają drogi krajowe B269 i B405. Daje to możliwości szybkiej komunikacji nie tylko w regionie ale także do Luksemburga, Francji czy Austrii.
Na terenie gminy znajduje się również krótki fragment nieużywanej części linii kolejowej Primstal, najbliższa większa stacja kolejowa znajduje się w Saarlouis.

## Oświata
Na terenie gminy działają dwie szkoły podstawowe, 1 rozszerzona szkoła realna, szkoła specjalna, uniwersytet ludowy, szkoła muzyczna, pięć przedszkoli w tym jedno integracyjne oraz dwie świetlice.

## Osoby związane z Saarwellingen
- Johann Michael Moscherosch, barokowy pisarz
- JOMI, pantomim, mieszka w Reisbach